# Teoría de la evolución de las relaciones sexuales por V. Geodakian
Teoría de la evolución de las relaciones sexuales por V. Geodakian, la teoría de la evolución del sexo fue propuesto en 1965 por Vigen S. Geodakian. La teoría explica muchos fenómenos relacionados con el sexo como el dimorfismo sexual en la norma, y la patología, la proporción de sexos, la mortalidad diferencial y la norma de reacción de hombres y mujeres, el objetivo de cromosomas sexuales, y las hormonas sexuales, la asimetría del cerebro y las manos, los efectos recíprocos y las diferencias psicológicas y sociales entre los sexos.
La teoría se basa en el principio de los subsistemas de conjugados, que evolucionan de forma asincrónica. Los varones son el subsistema operativo, ecológica de la población, mientras que las mujeres son el subsistema conservadora que preserve la distribución de los genotipos existentes en la población. La nueva información del medio ambiente es recibido por los hombres, y sólo después de muchas generaciones se pasa a las mujeres, por lo tanto, la evolución de los hombres precede a la evolución de las hembras. Este cambio en el tiempo (dos fases de evolución de caracteres) crea dos formas de la naturaleza (masculino y femenino), creando así el dimorfismo sexual en la población. Evolutiva "distancia" entre los subsistemas es necesario para la búsqueda y verificación de los nuevos personajes.
El punto de vista de dimorfismo sexual como filogenético "distancia" entre los sexos, como la evolución de "noticias", que fueron adquiridos ya por los hombres, pero aún no transmiten a las hembras, se puede aplicar a todos los personajes de animales y plantas, donde se observa el dimorfismo sexual.
Sólo en el caso de caracteres especies afines la relación se observa en la patología, en caracteres poblacionales - en la norma, y en los caracteres sexuales primarias y caracteres sexuales secundarios - como un "efecto paterno".
La teoría que enlaza las principales características de las poblaciones dioicas: relación entre el sexo, la varianza de los sexos y el dimorfismo sexual, con las condiciones ambientales y la plasticidad evolutiva de la población. En el mejor, las condiciones ambientales estables, estas características son mínimas, es decir, descenso de la natalidad (tanto las muertes) los niños, reducción de la diversidad y la diferencia entre macho y hembra. Todo ello reduce la plasticidad evolutiva de la población. En condiciones extremas, cuando la necesidad de una rápida adaptación de la plasticidad evolutiva, son procesos inversos: el aumento de la fecundidad y la mortalidad (es decir, la "rotación"), un hombre, su diversidad, se hace más claro dimorfismo sexual.
La proporción de sexos, la dispersión y el dimorfismo sexual-son variables reguladas estrechamente relacionados con las condiciones ambientales, a diferencia de punto de vista tradicional de ellos como constantes específicas para una especie. En condiciones estables (el ambiente óptimo) se debe disminuir lo que reduce la plasticidad evolutiva de la especie y en condiciones cambiantes (el ambiente extremo) a crecer el aumento de la plasticidad.
Desde 1965 ha publicado más de 150 trabajos sobre la teoría de género y las cuestiones conexas, la longevidad, la diferenciación del cerebro y las manos, los cromosomas sexuales, los mecanismos de regulación en las plantas y los animales, las enfermedades del corazón y otras enfermedades, e incluso la cultura, se hicieron en muchos locales y congresos internacionales, conferencias y simposios. La teoría se incluyó en los libros de texto, y programas de estudio de la universidad. Estaba cubierto en más de 50 periódicos y revistas de Rusia y programas de televisión rusos.

## Teoría evolutiva de sexo – reglas
Regla evolución criterio rasgo: El dimorfismo sexual está presente cuando el personaje está evolucionando y ausente cuando el personaje es estable
Regla filogenético de dimorfismo sexual: Si hay una dimorfismo sexual genotípica en cualquier rasgo de la población, esta característica evoluciona de la forma femenina a la forma masculina.
Regla filogenético de la variación de los sexos: Si la variación de un rasgo es mayor en los hombres - la fase de su evolución es divergente; si las variaciones son iguales - la fase es paralelo y si la variación es mayor en las mujeres - la fase es convergente.
Regla ontogenético de dimorfismo sexual: Si hay una población con dimorfismo sexual un cierto rasgo, entonces, durante la ontogenia (con la edad), este rasgo cambia, como una regla, a partir de la forma femenina para la forma masculina.
Regla de teratología del dimorfismo sexual: Malformaciones de tener la naturaleza "atávica" aparecen con más frecuencia en las mujeres, y que tiene un carácter "futurista" (buscar), el macho.
Regla epidemiológica de la proporciones sexuales: La norma establece una relación entre la edad y el sexo epidemiología. Las enfermedades infantiles son más frecuentes en las mujeres y las enfermedades de las personas mayores son más frecuentes en los hombres.